# Großpösna

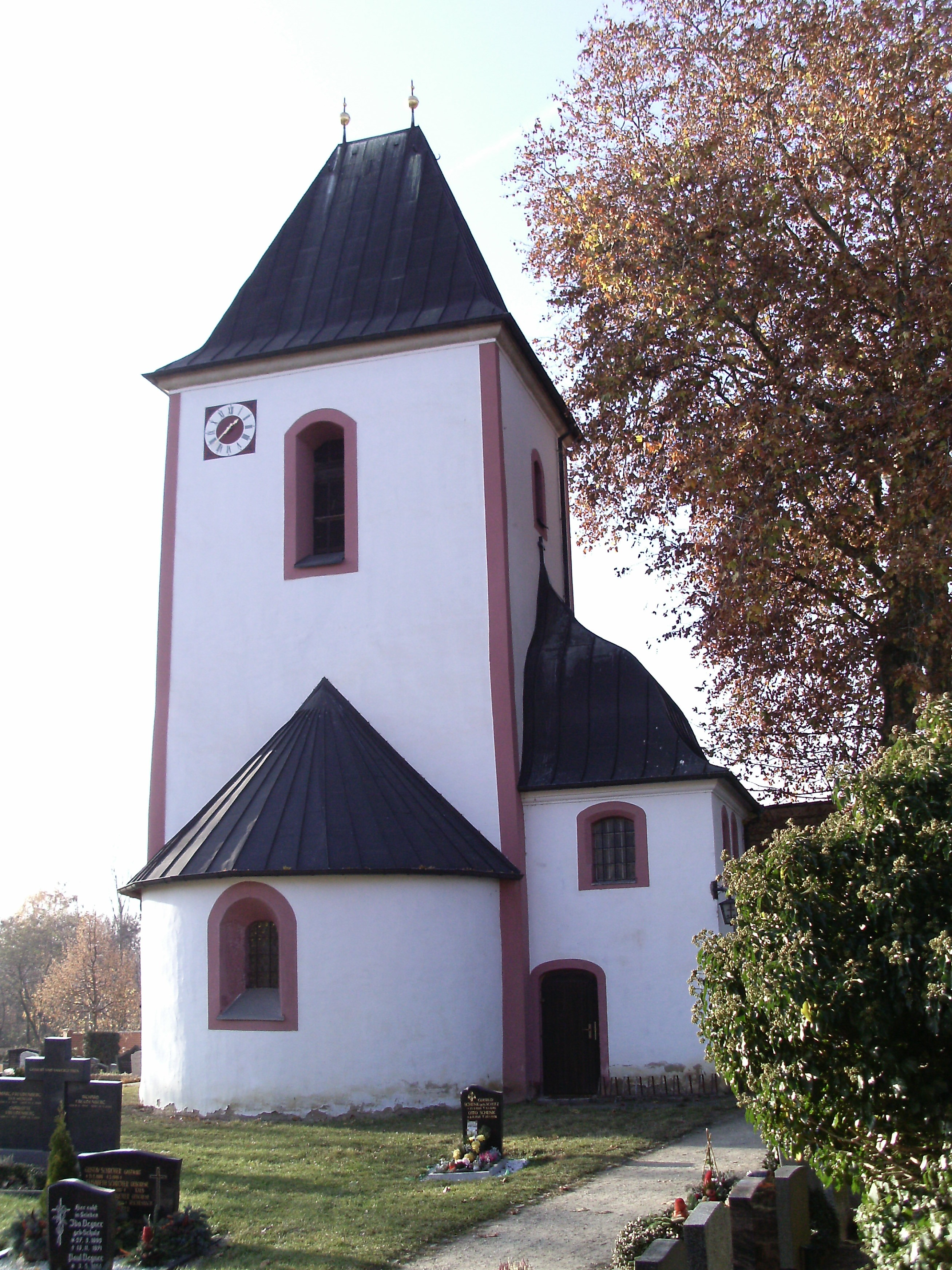
Lutherkirche in Großpösna

Großpösna ist eine Gemeinde im Landkreis Leipzig in Sachsen.

## Geographie
Großpösna liegt in der Leipziger Tieflandsbucht am Rande des Leipziger Neuseenlandes. Der Störmthaler See befindet sich auf dem Gemeindegebiet. Die Stadt liegt 13 km südöstlich vom Zentrum von Leipzig und 15 km westlich von Grimma.

## Gemeindegliederung
Die Gemeinde Großpösna gliedert sich in die Ortsteile Dreiskau-Muckern, Großpösna, Güldengossa, Seifertshain und Störmthal. Weiterhin gehören zu Großpösna die Fluren der durch den Tagebau Espenhain devastierten Orte Rödgen und Magdeborn.

## Geschichte
Auf dem Gebiet der Gemeinde fanden größere Kampfhandlungen während der Völkerschlacht bei Leipzig statt. Großpösna lag bis 1856 im kursächsischen bzw. königlich-sächsischen Kreisamt Leipzig. Ab 1856 gehörte der Ort zum Gerichtsamt Leipzig I und ab 1875 zur Amtshauptmannschaft Leipzig. 1952 kam der Ort zum Kreis Leipzig-Land im Bezirk Leipzig, 1994 zum Landkreis Leipziger Land und 2008 zum Landkreis Leipzig.
Seit 1974 ist Seifertshain ein Ortsteil von Großpösna. Am 1. Januar 1996 wurde die Gemeinde Störmthal mit ihrem Ortsteil Güldengossa eingemeindet, genau ein Jahr später folgte Dreiskau-Muckern.

## Bevölkerung
Großpösna war bis zum Beginn des 20. Jahrhunderts eine kleine Landgemeinde. 1925 wurden erstmals mehr als 1000 Einwohner gezählt. Bis zum Ausbruch des Zweiten Weltkrieges stieg die Einwohnerzahl um mehr als das Doppelte auf rund 2500. Nach dem Zweiten Weltkrieg stieg die Zahl der Einwohner weiter auf über 3000. Zur Zeit der DDR blieb sie nahezu konstant. Aufgrund von Eingemeindungen in den 1990er Jahren stieg die Einwohnerzahl seitdem auf über 5000.
| Jahr | Einwohner |
| ---- | --------- |
| 1834 | 0377      |
| 1871 | 0459      |
| 1925 | 1063      |
| 1939 | 2511      |
| 1946 | 3089      |
| 1964 | 3056      |
| 1990 | 3038      |

| Jahr | Einwohner |
| ---- | --------- |
| 2000 | 5248      |
| 2010 | 5430      |
| 2015 | 5324      |
| 2020 | 5460      |
| 2021 | 5496      |
| 2022 | 5521      |
| 2023 | 5562      |
| 2024 | 5570      |

ab 2000: Stand: 31. Dezember des jeweiligen Jahres (Angaben des Statistischen Landesamtes Sachsen), ab 2011 auf Basis des Zensus 2011, ab 2022 auf Basis des Zensus 2022

## Politik

### Gemeinderat
Der Gemeinderat von Großpösna besteht aus 18 Mitgliedern und dem hauptamtlichen Bürgermeister. Die Kommunalwahl am 9. Juni 2024 führte zu folgendem Ergebnis (frühere Wahlen sind unten tabellarisch aufgeführt):
| Liste                                        | 2024   | 2024   | 2019   | 2019   | 2014   | 2014   |
| Liste                                        | Sitze  | in %   | Sitze  | in %   | Sitze  | in %   |
| -------------------------------------------- | ------ | ------ | ------ | ------ | ------ | ------ |
| AfD                                          | 4      | 21,9   | 3      | 16,2   | –      | –      |
| SPD                                          | 3      | 17,1   | 4      | 20,4   | 5      | 28,6   |
| CDU                                          | 3      | 15,2   | 4      | 20,6   | 6      | 32,7   |
| Freie Wählervereinigung Großpösna            | 2      | 12,6   | –      | –      | –      | –      |
| FDP                                          | 2      | 12,3   | 3      | 16,1   | 2      | 12,3   |
| 04463 – engagiert dabei, Wahlliste Großpösna | 2      | 8,1    | –      | –      | –      | –      |
| Linke                                        | 1      | 7,5    | 2      | 12,2   | 4      | 19,8   |
| Junge Wählervereinigung Großpösna            | 1      | 5,4    | –      | –      | –      | –      |
| Grüne                                        | –      | –      | 2      | 9,6    | –      | –      |
| FW Störmthal                                 | –      | –      | –      | 4,8    | 1      | 6,7    |
| Insgesamt                                    | 18     | 100    | 18     | 100    | 18     | 100    |
| Wahlbeteiligung                              | 78,8 % | 78,8 % | 72,0 % | 72,0 % | 58,3 % | 58,3 % |

### Bürgermeister
- 1989–1990: Petra Köpping[11]
- 1990–1994: ?
- 1994–2001: Petra Köpping (SPD)
- 2001–2022: Gabriela Lantzsch (SPD)[12]
- ab 2022: Daniel Strobel (parteilos)

Strobel wurde in der Bürgermeisterwahl am 12. Juni 2022 mit 71,1 % der gültigen Stimmen für eine Amtszeit von sieben Jahren gewählt.
| Wahl | Bürgermeister     | Vorschlag | Wahlergebnis (in %) |
| ---- | ----------------- | --------- | ------------------- |
| 2022 | Daniel Strobel    | Strobel   | 71,1                |
| 2015 | Gabriela Lantzsch | SPD       | 95,6                |
| 2008 | Gabriela Lantzsch | SPD       | 95,7                |
| 2001 | Gabriela Lantzsch | SPD       | 68,1                |
| 1994 | Petra Köpping     | SPD       | 61,5                |

### Wappen
Im mit dem aufgewölbten Schildfuß in Grün und Silber gevierte Wappen steht auf dem Fuß eine beblätterte Eiche in verwechselten Farben von je einer Pflugschar begleitet.

## Sehenswürdigkeiten und Kultur
- Dreiskau-Muckern: EXPO-Dorf am Störmthaler See: gelungene Revitalisierung eines Ortes, der der Braunkohle weichen sollte; Kirche (1740–41 erbaut), Ökologisches Landwirtschaftsschulheim mit Streichelzoo
- Großpösna: Lutherkirche, botanischer Garten mit Schwerpunkt auf Gewürz- und Heilpflanzen, Bergbau-Technik-Park an der A 38
- Güldengossa: Schloss Güldengossa
- Seifertshain: Sanitäts- und Lazarettmuseum[15], Kirche und Friedhof mit Denkmälern der Völkerschlacht
- Windmühle an der Straße nach Kleinpösna
- Oberholz: Veterinärmedizinhistorische Sammlung[16]
- Störmthaler See
- Kreuzkirche Störmthal mit Hildebrandt-Orgel (Johann Sebastian Bach war der erste Organist)
- Gasthof Störmthal mit Oldtimer- und Lanzbulldog-Ausstellung
- Stolpersteine für Opfer des Nationalsozialismus an zwei Standorten in den Ortsteilen Großpösna und Störmthal (siehe Liste der Stolpersteine in Großpösna)
- Highfield-Festival auf der Magdeborner Halbinsel am Störmthaler See, findet seit 2010 statt

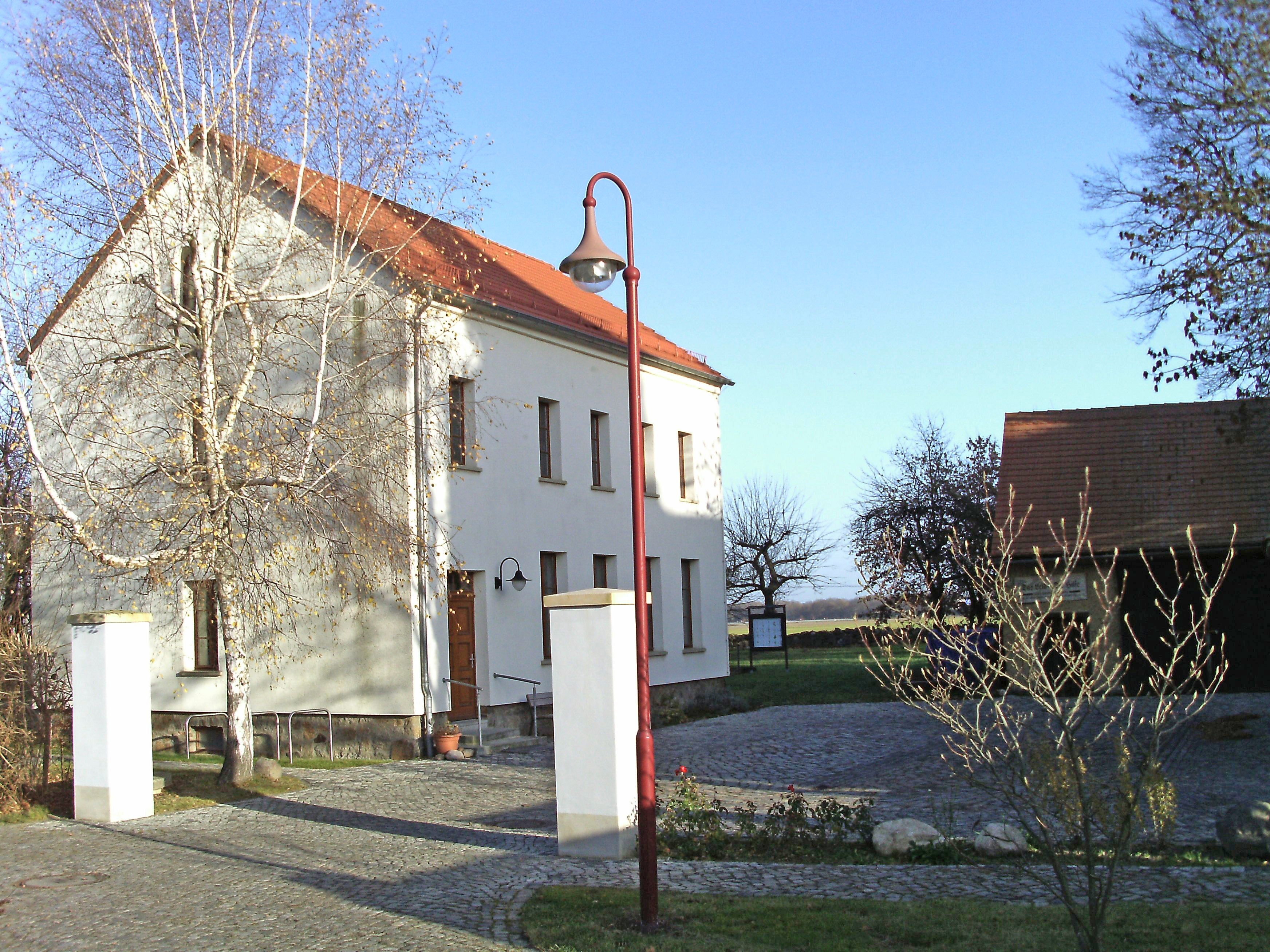
Ehemalige Dorfschule von Seifertshain, heute Sanitäts- und Lazarettmuseum
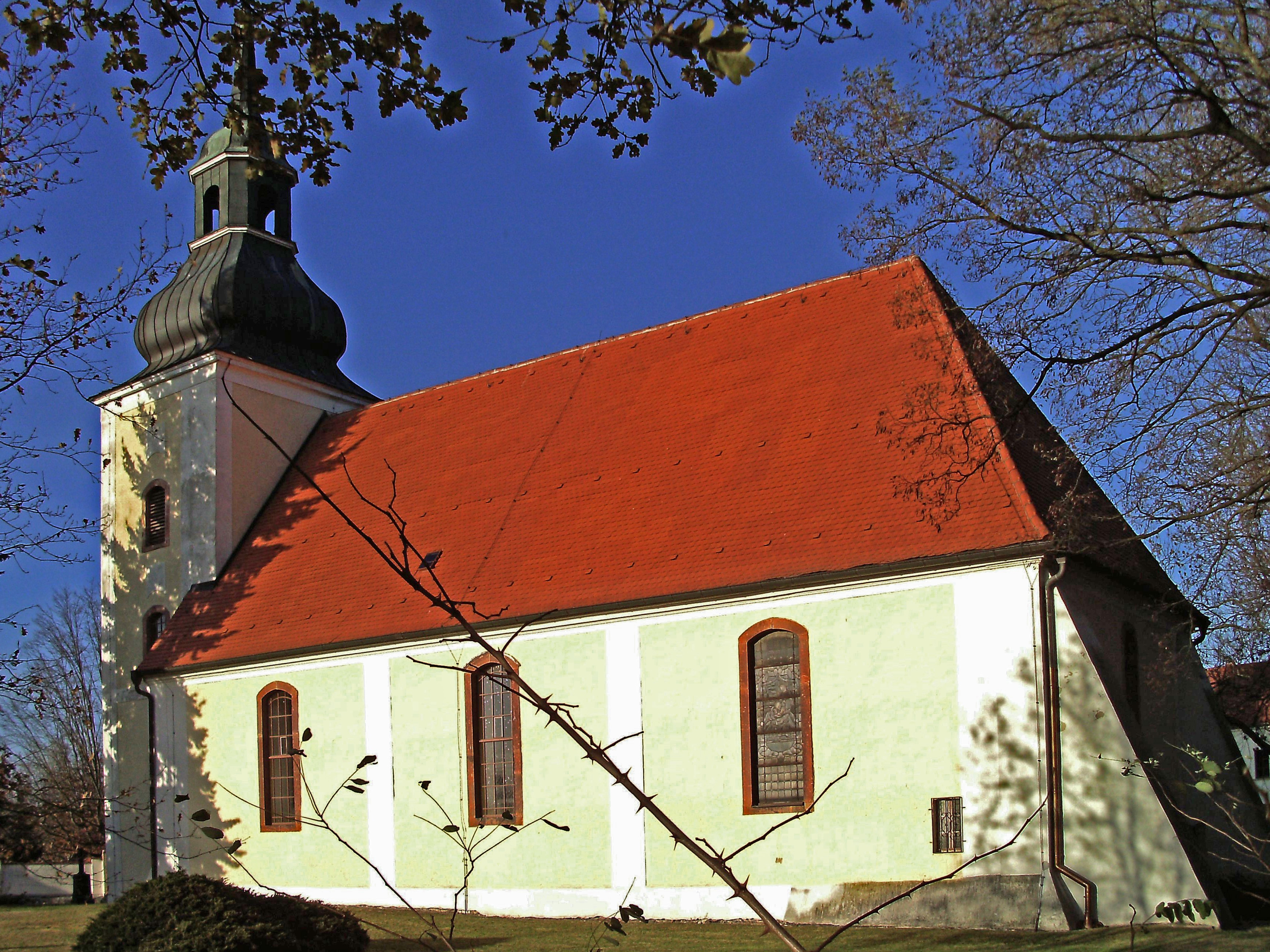
Kirche in Seifertshain
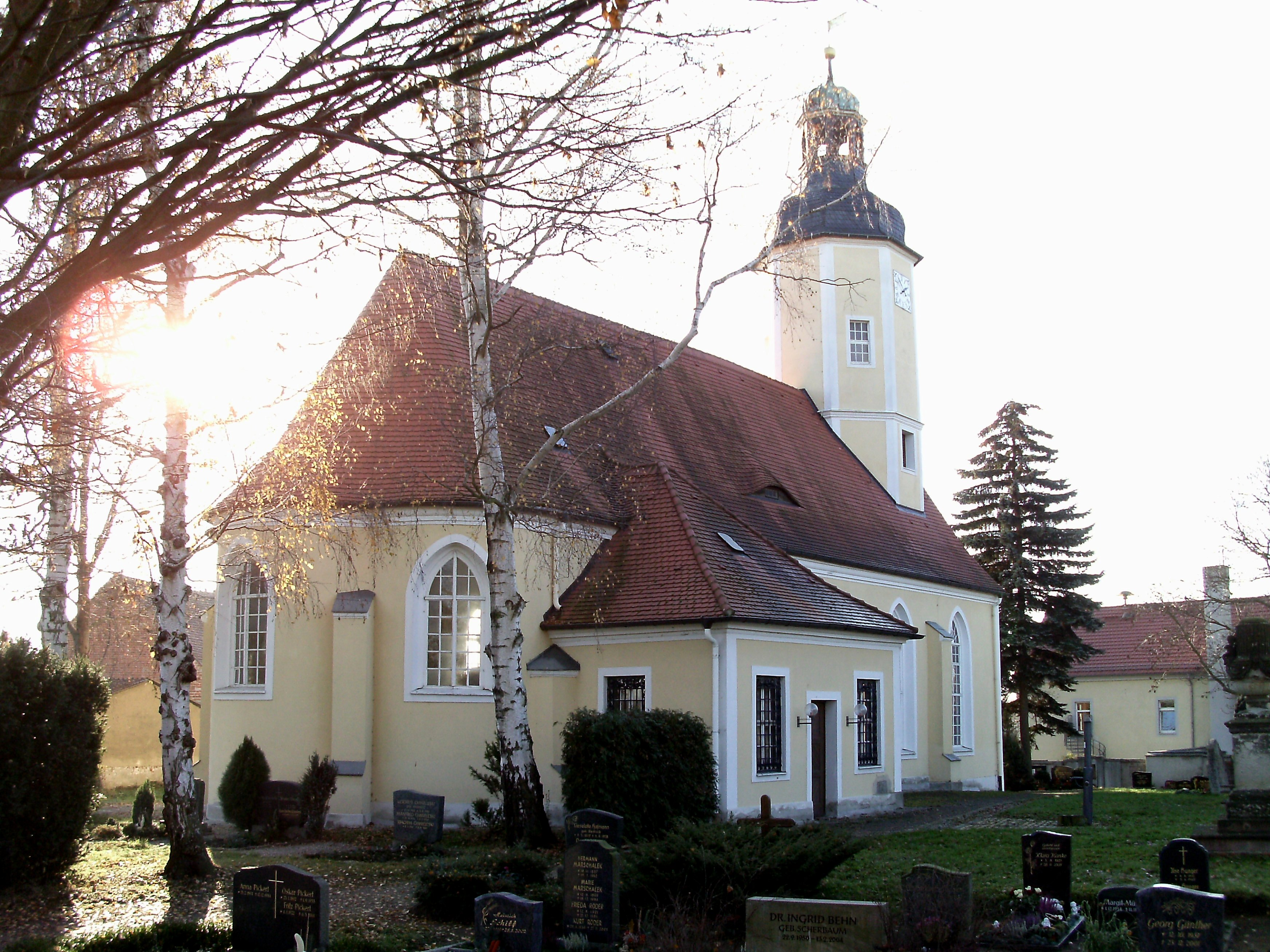
Kreuzkirche Störmthal
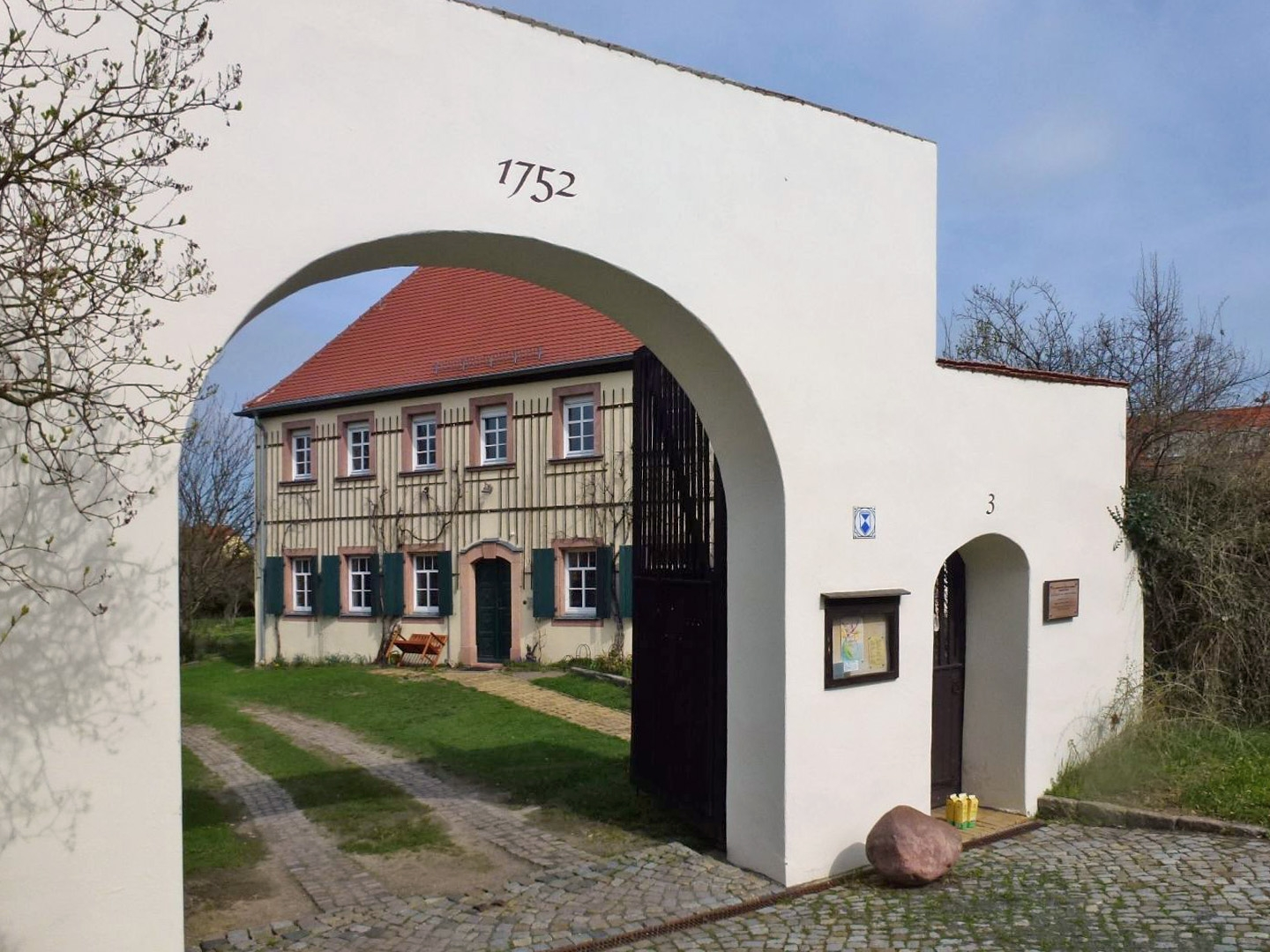
Pfarrhaus in Seifertshain
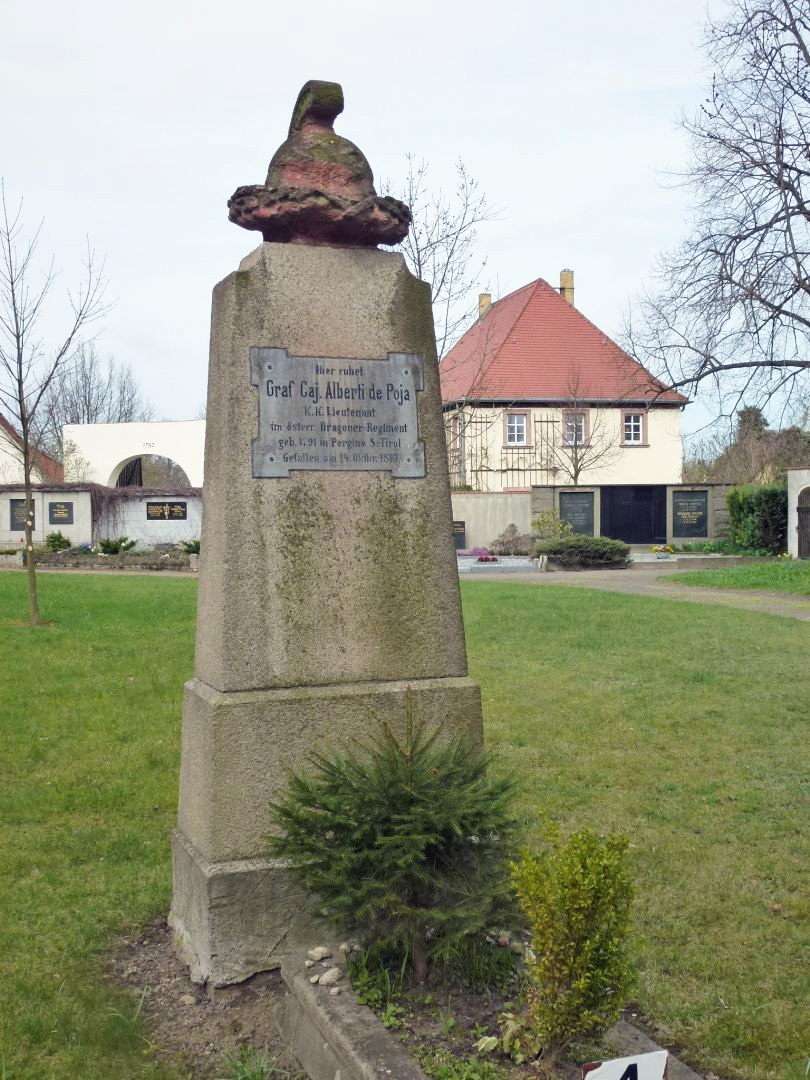
Denkmal in Seifertshain zur Erinnerung an Graf Alberti di Poja
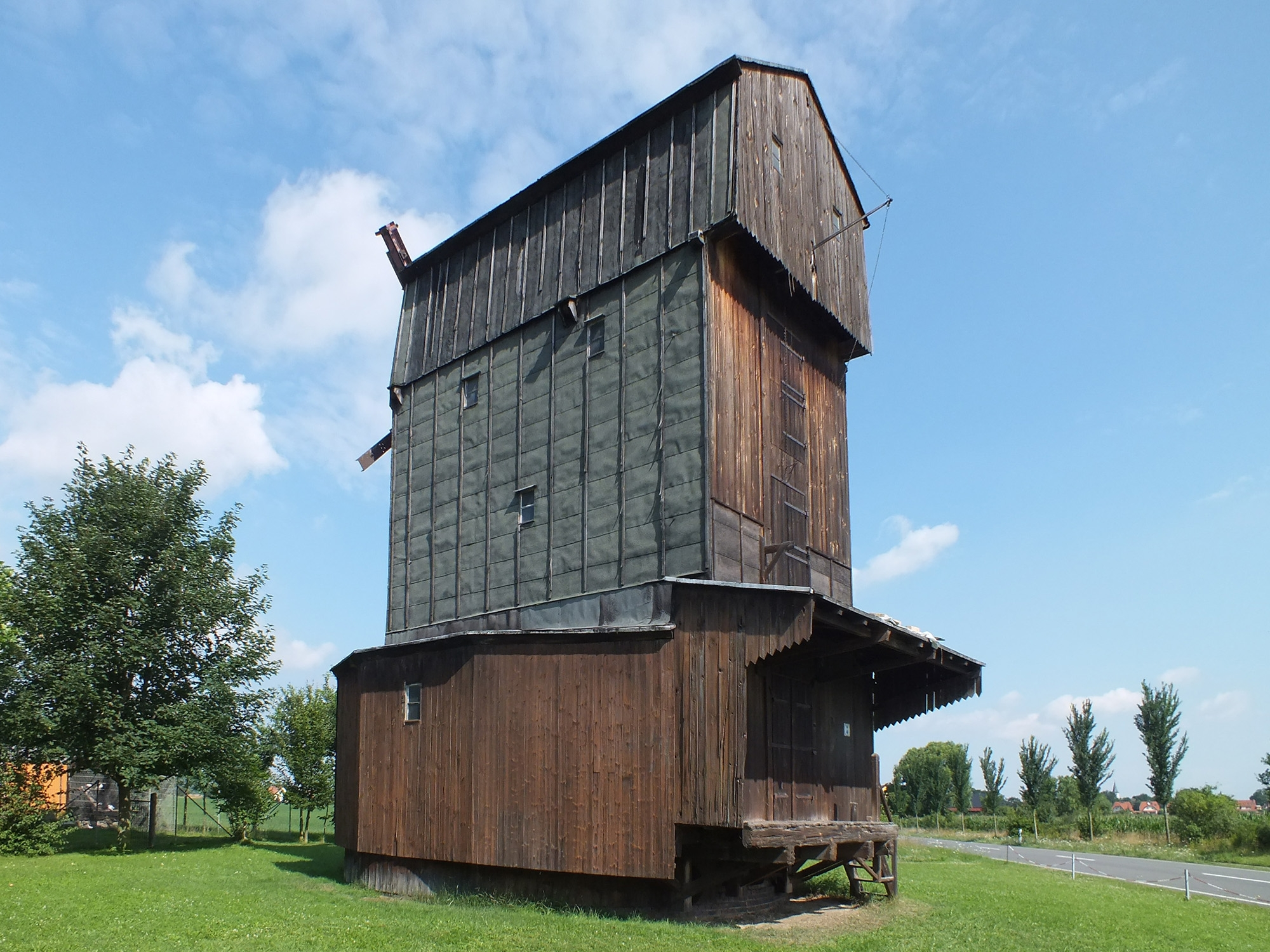
Paltrockwindmühle in Seifertshain
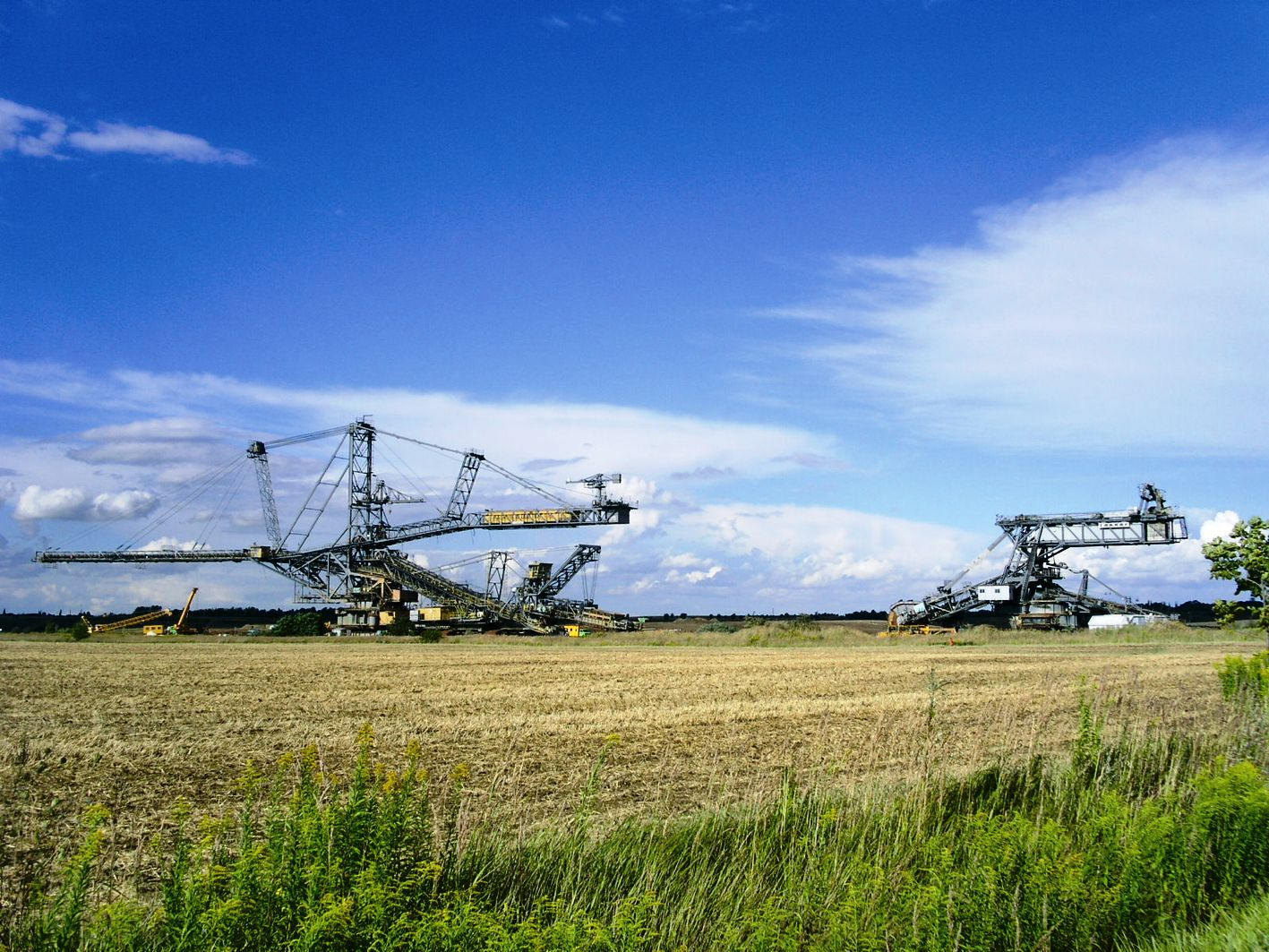
Bergbau-Technik-Park

## Wirtschaft und Infrastruktur
Das auf den Klavier- und Flügelbau spezialisierte Familienunternehmen Julius Blüthner Pianofortefabrik GmbH hat seinen Firmensitz in Großpösna im Gewerbegebiet Störmthal.
In Großpösna befindet sich auch das Einkaufszentrum Pösna Park - Neuseenlandcenter.
Verkehr
Durch Großpösna führen die Staatsstraße S 38 von Leipzig nach Grimma und die Bundesautobahn A 38. Auch die A 14 ist nur fünf Kilometer entfernt.
Großpösna liegt im Mitteldeutschen Verkehrsverbund. Es gibt regelmäßige Busverbindungen nach Leipzig, Borna, Grimma und Naunhof sowie die stündlich verkehrende Regionalbahnlinie RB 113 auf der Bahnstrecke Leipzig–Geithain, die von der DB Regio Südost bedient wird.

## Persönlichkeiten

### Söhne und Töchter der Gemeinde
- Friedrich Schulze (1690–1766), Theologe, in Güldengossa geboren
- Michael Ranft (1700–1774), Vampirismusforscher, in Güldengossa geboren
- Friedrich Naumann (1860–1919), Theologe, Mitbegründer der DDP, in Störmthal geboren
- Friedrich Seetzen (1868–1943), Konsistorialpräsident der Evangelisch-Lutherischen Landeskirche Sachsens, Oberbürgermeister von Wurzen
- Renate Sturm-Francke (1903–1979), Museumsleiterin, in Störmthal geboren
- Werner Böwing (1928–2016), Gewerkschafter, in Güldengossa geboren
- Günter Busch (1930–2006), Fußballspieler
- Egon Adler (1937–2015), Radsportler

### Mit Großpösna verbunden
- Andreas Pflugk (1480–1542), Gutsbesitzer in Störmthal
- Rudolf Hofmann (1825–1917), Pfarrer in Störmthal
- Helmut Augustin (1912–1952), Pfarrer in Störmthal
- Dietmar B. Reimann (1947–2011), Autor, lebte in Großpösna
- Petra Köpping (* 1959), Politikerin (SPD), Bürgermeisterin in Großpösna